# Stopplaats Bannink
Stopplaats Bannink (telegrafische code: ban) is een voormalig stopplaats aan de Spoorlijn Deventer - Almelo. Het station werd geopend op 1 september 1888 en gesloten op 15 mei 1932. De stopplaats was gelegen bij buitenplaats De Bannink, gelegen tussen Colmschate en Bathmen. Bij de stopplaats was een wachterswoning aanwezig met het nummer 2.